# Camptochaete fruticosa
Camptochaete fruticosa är en bladmossart som beskrevs av Jean Édouard Gabriel Narcisse Paris 1900. Camptochaete fruticosa ingår i släktet Camptochaete och familjen Lembophyllaceae. Inga underarter finns listade i Catalogue of Life.